# Europameisterschaften im Bogenschießen 1988
Die 10. Europameisterschaften im Bogenschießen wurden vom 26. bis 29. Juni 1988 in Luxemburg ausgetragen.

## Ergebnisse
Es wurden nur Medaillen in Disziplinen mit dem Recurvebogen vergeben.
| Disziplin         | Gold                                                                | Silber                                                    | Bronze                                                |
| ----------------- | ------------------------------------------------------------------- | --------------------------------------------------------- | ----------------------------------------------------- |
| Männer Einzel     | Juri Leontjew                                                       | Wladimir Jeschejew                                        | Tomi Poikolainen                                      |
| Frauen Einzel     | Ljudmyla Arschannikowa                                              | Claudia Kriz                                              | Catherine Pellen                                      |
| Männer Mannschaft | Sowjetunion Juri Leontjew Wladimir Jeschejew Wadim Schikarew        | Schweden Mats Nordlander Göran Bjerendal Gert Bjerendal   | Finnland Tomi Poikolainen Petteri Alahuhta Ismo Falck |
| Frauen Mannschaft | Sowjetunion Ljudmyla Arschannikowa Tatjana Muntjan Natalja Butusowa | Finnland Minna Heinonen Jutta Poikolainen Helena Vilander | BR Deutschland Claudia Kriz Margot Benz Christa Öckl  |

## Medaillenspiegel
| Platz  | Land           | Gold | Silber | Bronze | Gesamt |
| ------ | -------------- | ---- | ------ | ------ | ------ |
| 1      | Sowjetunion    | 4    | 1      | –      | 5      |
| 2      | Finnland       | –    | 1      | 2      | 3      |
| 3      | BR Deutschland | –    | 1      | 1      | 2      |
| 4      | Schweden       | –    | 1      | –      | 1      |
| 5      | Frankreich     | –    | –      | 1      | 1      |
| Gesamt | Gesamt         | 4    | 4      | 4      | 12     |